# 高棚村
高棚村（たかたなむら）は、かつて愛知県碧海郡にあった村。現在の安城市の一部（高棚町など）に相当する。

## 歴史
- 1889年（明治22年）10月1日 - 町村制施行に伴い、高棚村と榎前村が合併して碧海郡高棚村が発足。
- 1890年（明治23年）10月20日 - 高棚村の一部（旧・榎前村）が分立して榎前村が発足。
- 1906年（明治39年）5月1日 - 小垣江村、野田村、半高村、榎前村の一部[1]と合併し、依佐美村が発足。同日高棚村廃止。
- 1955年（昭和30年）4月1日 - 依佐美村が分割され、安城市と刈谷市に編入される。旧村域は安城市に編入される。

## 教育
- 高棚尋常小学校

## 出身者
- 石川喜平 - 和算家。都築弥厚らによる用水計画の際に測量を行った。